# Lavell Crawford

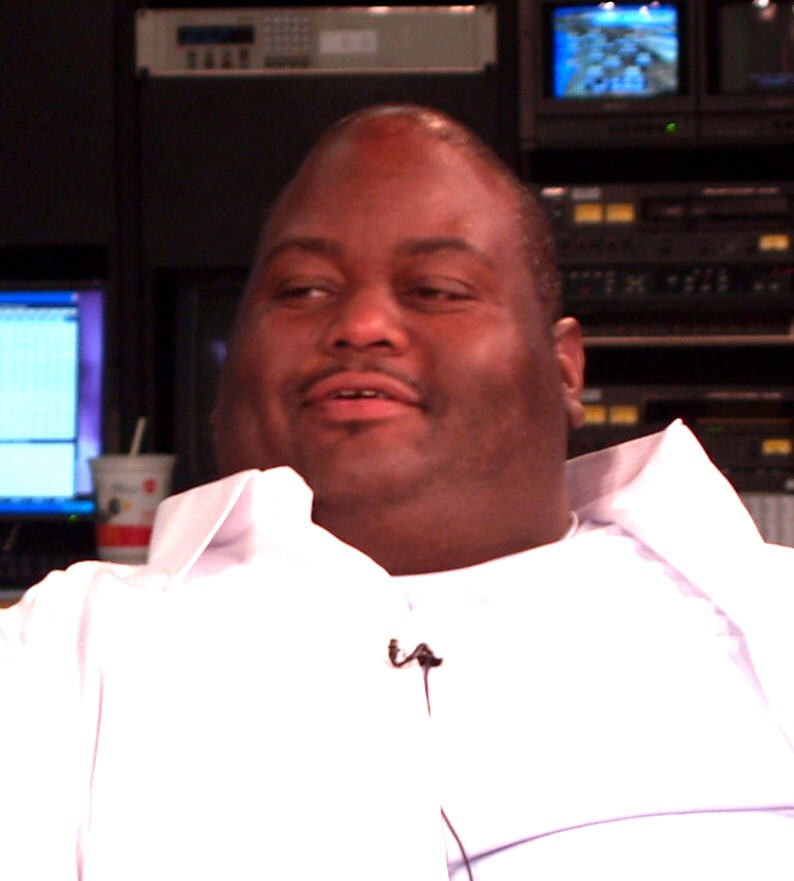
Lavell Crawford

Lavell Maurice Crawford (* 11. November 1968 in St. Louis, Missouri) ist ein US-amerikanischer Komiker und Schauspieler.

## Leben
Crawford kommt aus Missouri. Er besuchte die Pattonville High School in Maryland Heights, Missouri, wo er 1986 seinen Abschluss machte. In seiner Jugend kämpfte er mit seinem Übergewicht und wurde von seinem Vater, einem Bodybuilder, verlassen. Nach seinem Abschluss wurde er Stand-up-Komiker und Schauspieler, wo er meist in Nebenrollen auftritt. Seine bekannteste Rolle ist die des Huell Babineaux in Breaking Bad und dessen Spin-off Better Call Saul.
Er ist verheiratet und Vater eines Kindes.

## Filmografie

### Spielfilme
- 1999: Beverly Hood
- 2004: Out on Parole
- 2004: Baby's Momma Drama
- 2005: Friends and Lovers
- 2010: Love Chronicles: Secrets Revealed
- 2012: Who's Watching the Kids
- 2012: What Goes Around Comes Around
- 2012: Trading Up: Behind the Green Door
- 2013. Je'Caryous Johnson's Marriage Materia
- 2013: Huell's Rules
- 2014: 4Play
- 2014: For Love or Money
- 2015: American Ultra
- 2015: The Ridiculous 6
- 2016: Meet the Blacks
- 2016: Mike and Dave Need Wedding Dates
- 2016: Boo! A Madea Halloween
- 2018: Compton's Finest
- 2019: Love Is Not Enough
- 2020: Hubie Halloween
- 2021: On the Count of Three
- 2022: Home Team
- 2025: Happy Gilmore 2

### Fernsehserien
- 2000: The Jamie Foxx Show (eine Episode)
- 2009: My Parents, My Sister and Me (zwei Episoden)
- 2011: Workaholics (eine Episode)
- 2011–2013: Breaking Bad (11 Episoden)
- 2013: It’s Always Sunny in Philadelphia (eine Episode)
- 2013: Squidbillies (eine Episode)
- 2013–2015: Aqua Teen Hunger Force (3 Episoden)
- 2013: The Crazy Ones
- 2014: Super Fun Night (eine Episode)
- 2015: Your Pretty Face Is Going to Hell (eine Episode)
- 2016–2017: Legends of Chamberlain Heights (15 Episoden)
- 2017: New Girl (eine Episode)
- 2017–2020: Better Call Saul (5 Episoden)